# George Grey (skidåkare)
George Grey, född den 22 juli 1979 i Sidcup i London, är en kanadensisk före detta längdskidåkare.
Han debuterade i världscupen i längdskidåkning den 10 januari 2001, och hans bästa individuella världscupsplaceringar är två sextondeplatser på 15 kilometer, en i klassisk stil och en i fri stil. Han tog även ett världscupsbrons i sprintstafett 2009.
Grey deltog i Vinter-OS 2006 och 2010.